# Колакі-Великі
Колакі-Великі (пол. Kołaki Wielkie) — село в Польщі, у гміні Ґрудуськ Цехановського повіту Мазовецького воєводства.
Населення — 177 осіб (2011).
У 1975-1998 роках село належало до Цехановського воєводства.

## Демографія
Демографічна структура станом на 31 березня 2011 року:
|          | Загалом | Допрацездатний вік | Працездатний вік | Постпрацездатний вік |
| -------- | ------- | ------------------ | ---------------- | -------------------- |
| Чоловіки | 87      | 23                 | 51               | 13                   |
| Жінки    | 90      | 23                 | 52               | 15                   |
| Разом    | 177     | 46                 | 103              | 28                   |